# Acrocercops trapezoides
Acrocercops trapezoides là một loài bướm đêm thuộc họ Gracillariidae. Nó được tìm thấy ở Queensland.